# Blackfoot (banda)
Blackfoot es una banda de rock sureño originaria de Jacksonville (Florida), Estados Unidos.

## Inicios
La agrupación se formó en 1970. Tomó su nombre de una tribu americana: Los Pies negros (Blackfoot), de la cual descendía Rickey Medlocke. En sus años de máxima popularidad fueron considerados una banda de hard rock, pese a su imagen de roqueros sureños, siguiendo el estilo y sonido de bandas como Molly Hatchet y Lynyrd Skynyrd.
Lanzaron algunos exitosos álbumes en los setenta y comienzos de los ochenta (incluyendo a Strikes (1979), Tomcattin' (1980) y Marauder (1981). Sus sencillos más reconocidos fueron «Train, Train» y «Highway Song». 
La alineación original se separó en 1985.

## Actualidad
En el 2004 se dio una reunión de Blackfoot con algunos miembros originales de la formación como Jakson Spires, Greg T. Walker y Charlie Hargrett. Medlocke no pudo participar, por lo que el vocalista tuvo que ser Bobby Barth. En marzo de 2005, Spires murió repentinamente a causa de un aneurisma, pero la banda decidió perseverar. 

## Integrantes

### Miembros actuales
- Mike Estes, guitarras, voz.
- Greg T. Walker, bajo, teclados, coros.
- Charlie Hargrett, guitarras.
- Kurt Pietro, batería, percusión.

### Otros miembros
- Rickey Medlocke, voz, guitarras, teclados, batería.
- Jakson Spires, batería
- Dewitt Gibbs, teclados
- Leonard Stadler, bajo
- Danny Johnson, guitarras
- Patrick Jude, voz
- Ken Hensley, teclados, guitarras.
- Doug Bare, teclados
- Wizzard, bajo
- Rikki Mayer, bajo
- Gunnar Ross, batería
- Mark Mendoza, bajo
- Bryce Barnes, bajo
- Mark Woerpel, guitarras
- Christoph Ullmann, batería.
- Jay Johnson, guitarras
- Tim Stunson, bajo
- Neal Casal, guitarras
- Harold Seay, batería
- Benny Rappa, batería
- Stet Howland, batería
- John Housley, guitarras
- Mark McConnell, batería
- Michael Sollars, batería
- Jerry James, guitarras
- Gary Howard, batería

## Discografía

### Álbumes de estudio
- No Reservations (1975)
- Flying High (1976)
- Strikes (1979)
- Tomcattin' (1980)
- Marauder (1981)
- Siogo (1983)
- Vertical Smiles (1984)
- Rick Medlocke and Blackfoot (1987)
- Medicine Man (1990)
- After the Reign (1994)
- On the Run (2004)
- Blackfoot Traditions (2007)
- Fly Away (2011)
- Southern Native (2015)

### Álbumes en vivo
- Highway Song Live (1982)
- Live On The King Biscuit Flower Hour (1998)
- Train Train: Southern Rock Live (2000)
- Blackfoot on the run

### Compilados
- Rattlesnake Rock N' Roll: The Best of Blackfoot (1994)
- Greatest Hits (2002)